# Develier

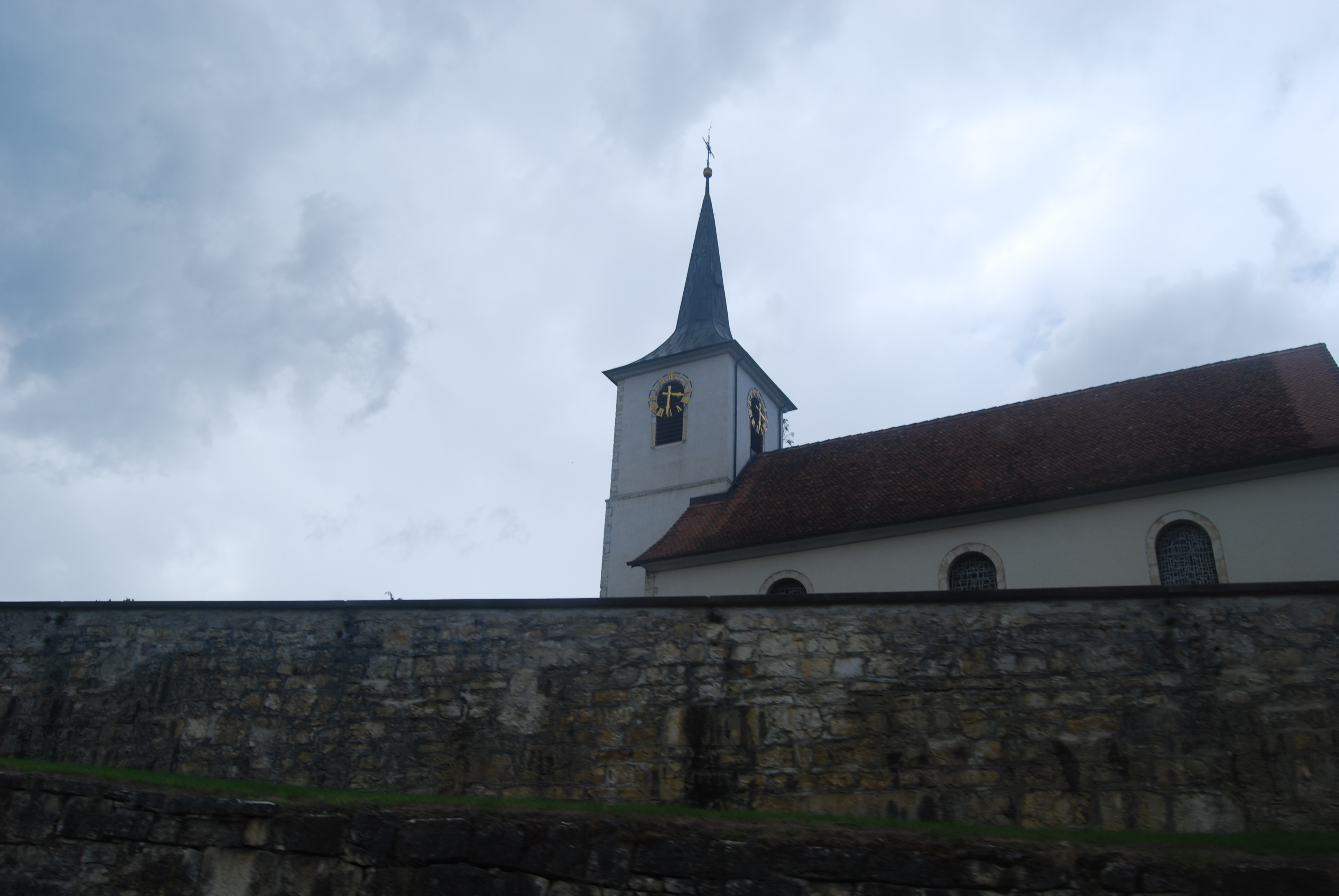
Kirche von Develier

Develier ist eine politische Gemeinde im Distrikt Delémont des Kantons Jura in der Schweiz. Der frühere deutsche Name Dietwiler wird heute nicht mehr verwendet.

## Geographie

Luftbild (1953)

Develier liegt auf 477 m ü. M., 4 km westlich des Kantonshauptorts Delémont. Das ehemalige Strassenzeilendorf erstreckt sich in der Niederung des Baches La Pran, im zentralen Teil des Delsberger Beckens, einer breiten Senke im Faltenjura.
Die Fläche des 12,4 km² grossen Gemeindegebiets umfasst einen Abschnitt im Zentralteil der landwirtschaftlich intensiv genutzten Ebene des Delsberger Beckens. Im Norden reicht das Gemeindegebiet bis auf den Kamm der Jurakette von Les Rangiers (auf dem Boden von Develier bis 880 m ü. M.). Am Südhang dieser Kette entspringen die beiden Bäche La Pran und Le Golat, die durch das offene Tal von Develier nach Osten fliessen und das Gemeindegebiet zur Sorne, einem linken Nebenfluss der Birs, entwässern. Die südliche Begrenzung des Gebiets bildet der Hügel Chaux (614 m ü. M.), eine isolierte Erhebung im Delsberger Becken. Von der Gemeindefläche entfielen 1997 9 % auf Siedlungen, 43 % auf Wald und Gehölze und 49 % auf Landwirtschaft.
Zu Develier gehören der Weiler Develier-Dessus, 564 m ü. M. am Südhang der Les Rangiers-Kette sowie mehrere Einzelhöfe. Nachbargemeinden von Develier sind Haute-Sorne, Courtételle, Delémont, Bourrignon und Boécourt.

## Bevölkerung
Mit 1372 Einwohnern (Stand 31. Dezember 2023) gehört Develier zu den mittelgrossen Gemeinden des Kantons Jura. Von den Bewohnern sind 93,8 % französischsprachig, 2,6 % deutschsprachig und 1,2 % italienischsprachig (Stand 2000). Die Bevölkerungszahl von Develier belief sich 1850 auf 590 Einwohner, 1900 auf 632 Einwohner. Seit 1950 (647 Einwohner) wurde eine deutliche Bevölkerungszunahme verbunden mit einer Verdoppelung der Einwohnerzahl innerhalb von 50 Jahren verzeichnet.

## Wirtschaft
Develier war bis Mitte des 20. Jahrhunderts ein Bauerndorf. Seit dem Ende der 1960er-Jahre entstand am Ostrand des Dorfes dank der Nähe zu Delémont und der guten Verkehrsanbindung eine Industrie- und Gewerbezone. Arbeitsplätze gibt es in den Bereichen der Baustoff- und Möbelindustrie sowie in der Herstellung von Uhrengehäusen. Heute hat sich die Gemeinde zu einem Wohndorf entwickelt, und viele Erwerbstätige (rund 65 %) sind Wegpendler.

## Verkehr
Die Gemeinde ist verkehrsmässig gut erschlossen. Sie liegt an der alten Hauptstrasse von Delémont über den Pass Les Rangiers nach Porrentruy und hatte bis zur Eröffnung des Teilstücks Delémont - Porrentruy der Autobahn A16 regen Durchgangsverkehr. Diese Autobahn umfährt das Dorf an dessen Südrand und wurde im Bereich des Ortskerns zwecks Lärmschutz in einen 800 m langen Tagebautunnel verlegt. Durch die Buslinie von Delémont nach Lucelle ist Develier an den öffentlichen Verkehr angebunden.

## Geschichte
Schon während der Römerzeit gab es auf dem Gemeindegebiet eine Siedlung, es wurden Überreste einer römischen Villa gefunden. Vom 6. bis zum 8. Jahrhundert wurde hier das einheimische Eisen in mehreren Schmieden verarbeitet.
Erstmals wird der Ort 1139 als Divilier in einer Bulle von Papst Innozenz II. erwähnt. In späteren Zeiten treten auch die Namen Titewilre (1184) und Tutwilre (1350) in Erscheinung, aus denen sich der deutsche Ortsname ableitete. Als eines der 13 freien Dörfer der Herrschaft Delsberg kam Develier 1271 zum Fürstbistum Basel. Von 1793 bis 1815 gehörte es zu Frankreich und war anfangs Teil des Département du Mont-Terrible, ab 1800 mit dem Département Haut-Rhin verbunden. Durch den Entscheid des Wiener Kongresses kam der Ort 1815 an den Kanton Bern und am 1. Januar 1979 an den neu gegründeten Kanton Jura.

## Sehenswürdigkeiten
Die heutige Pfarrkirche Saint-Imier stammt von 1751 und wurde 1958 renoviert. Die Pfarrei Develier bestand seit dem 13. Jahrhundert, nur zwischenzeitlich (1874–1907) geriet sie in Abhängigkeit von der Pfarrei Courfaivre. Im Weiler Develier-Dessus steht seit 1838 die Kapelle Sainte-Philomène. Nördlich des Dorfes wurde 1978–80 das Karmeliterinnenkloster Notre-Dame de la Solitude errichtet.

## Bilder

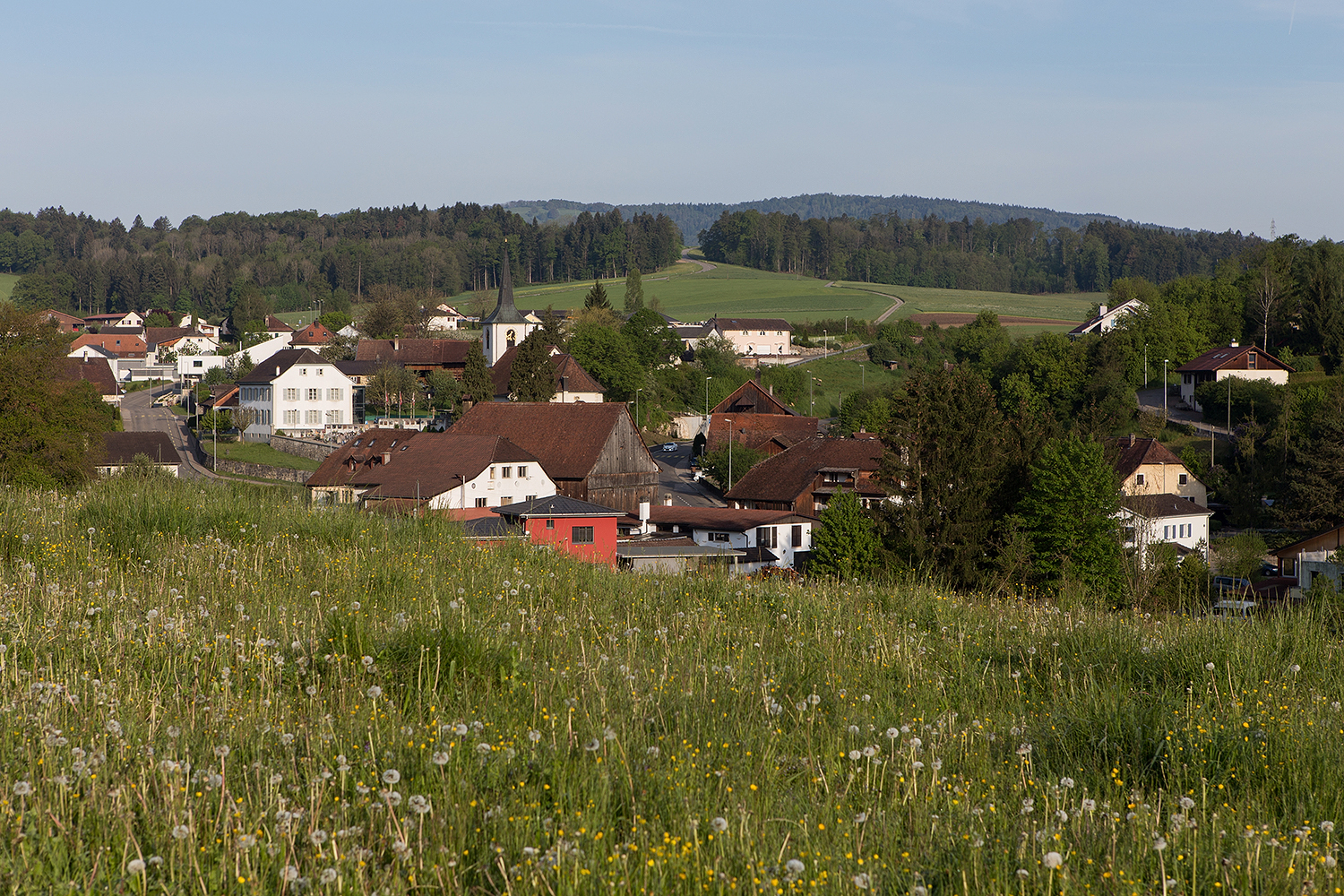
Develier
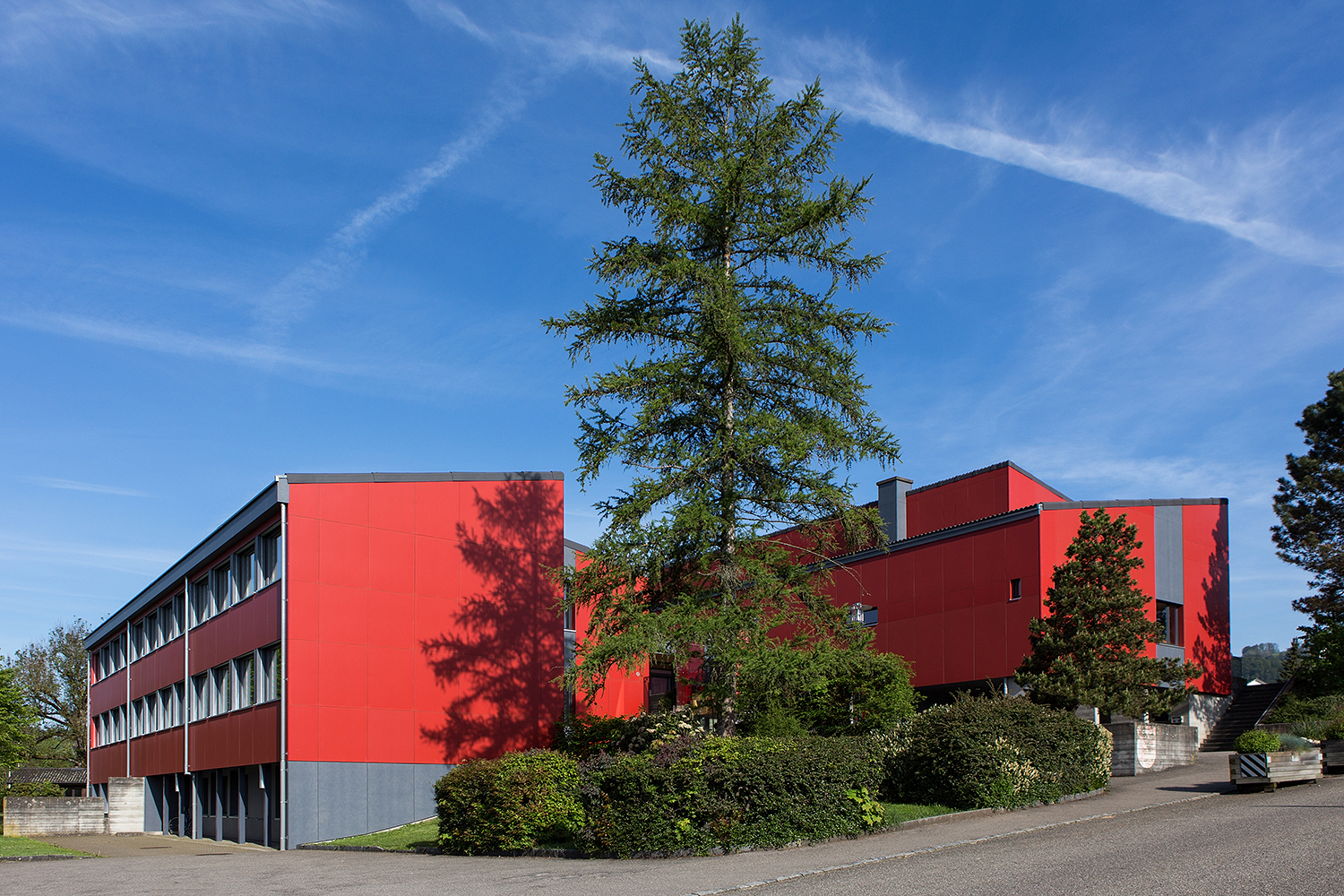
Primarschulhaus
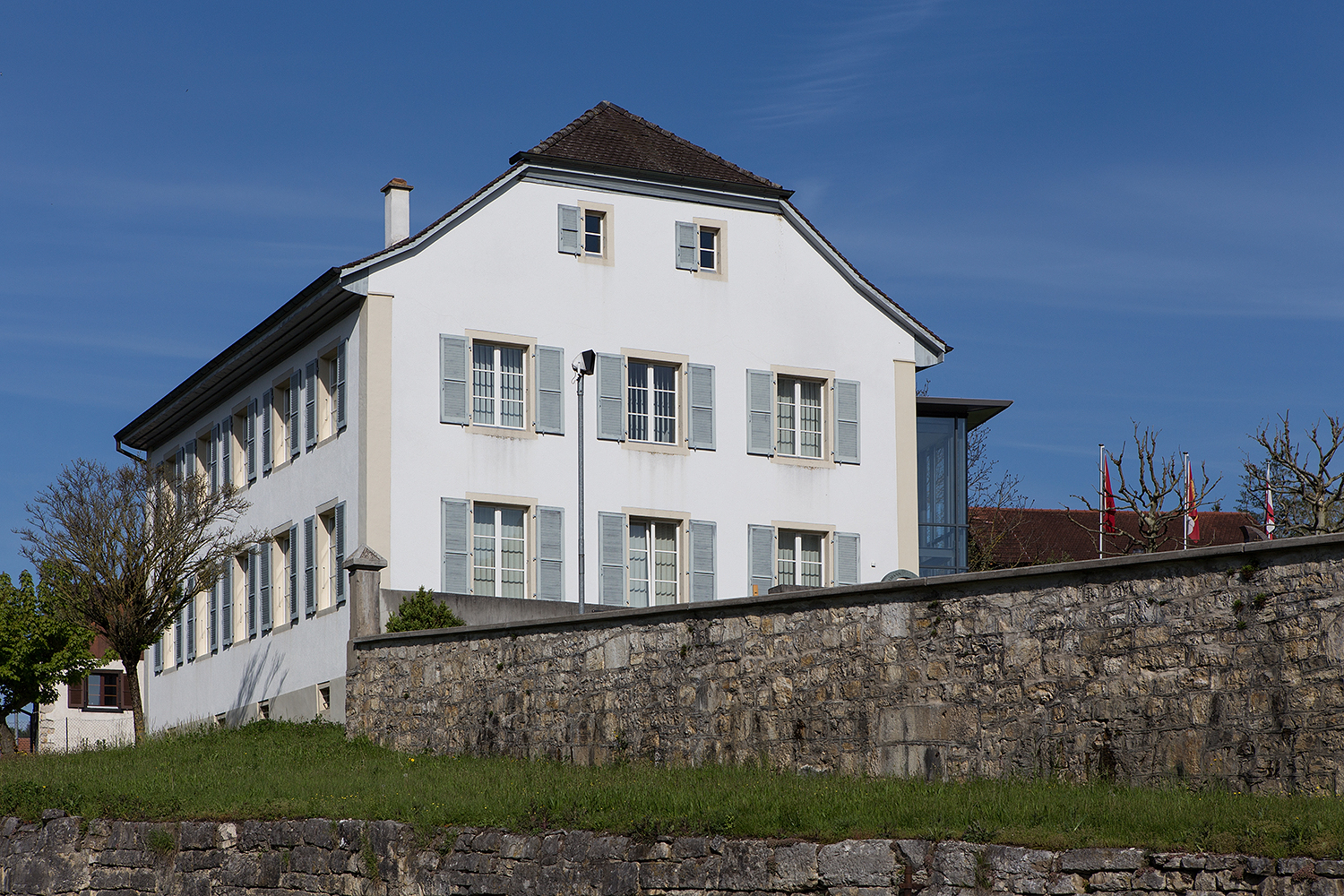
Gemeindeverwaltung
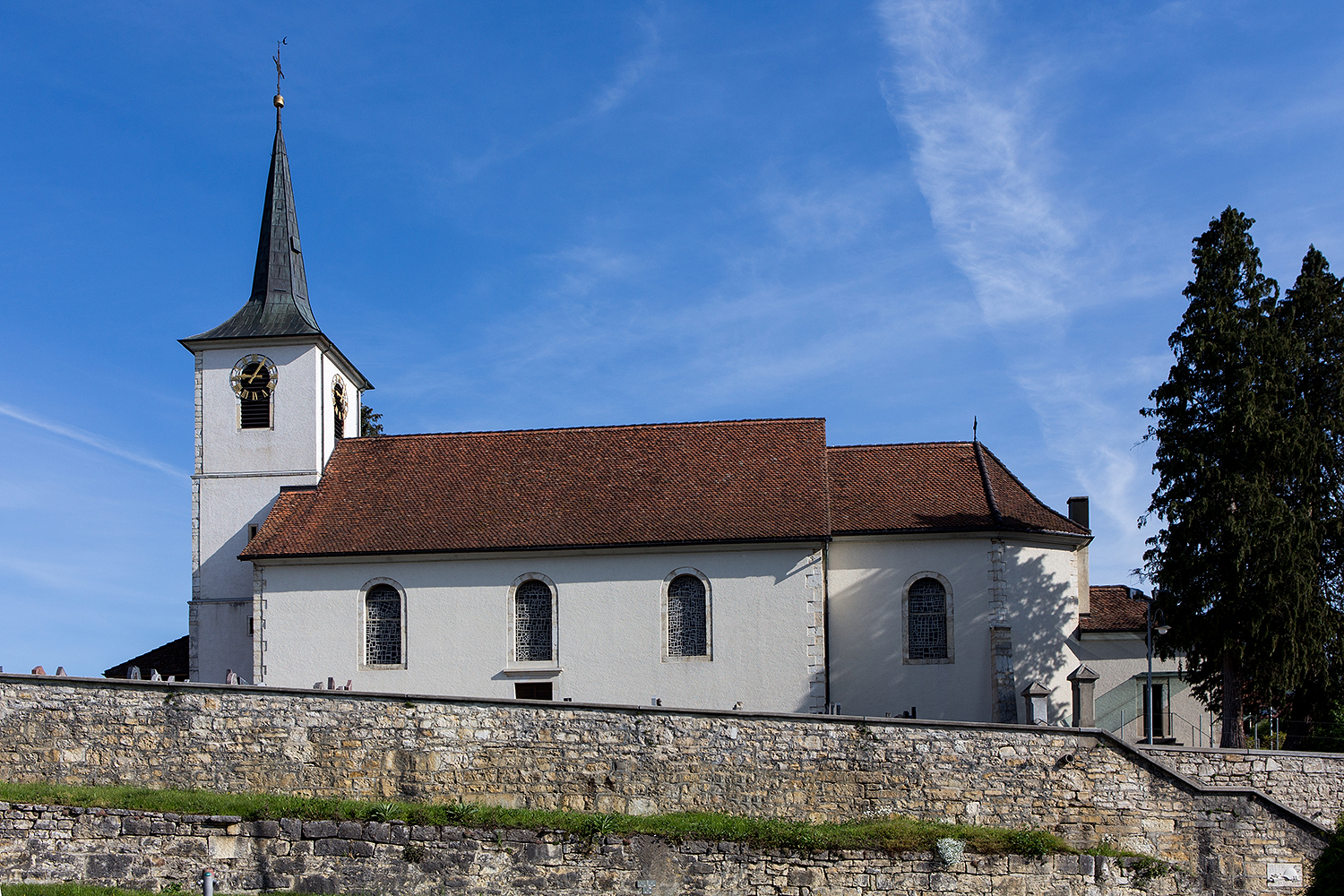
Kirche Saint-Imier
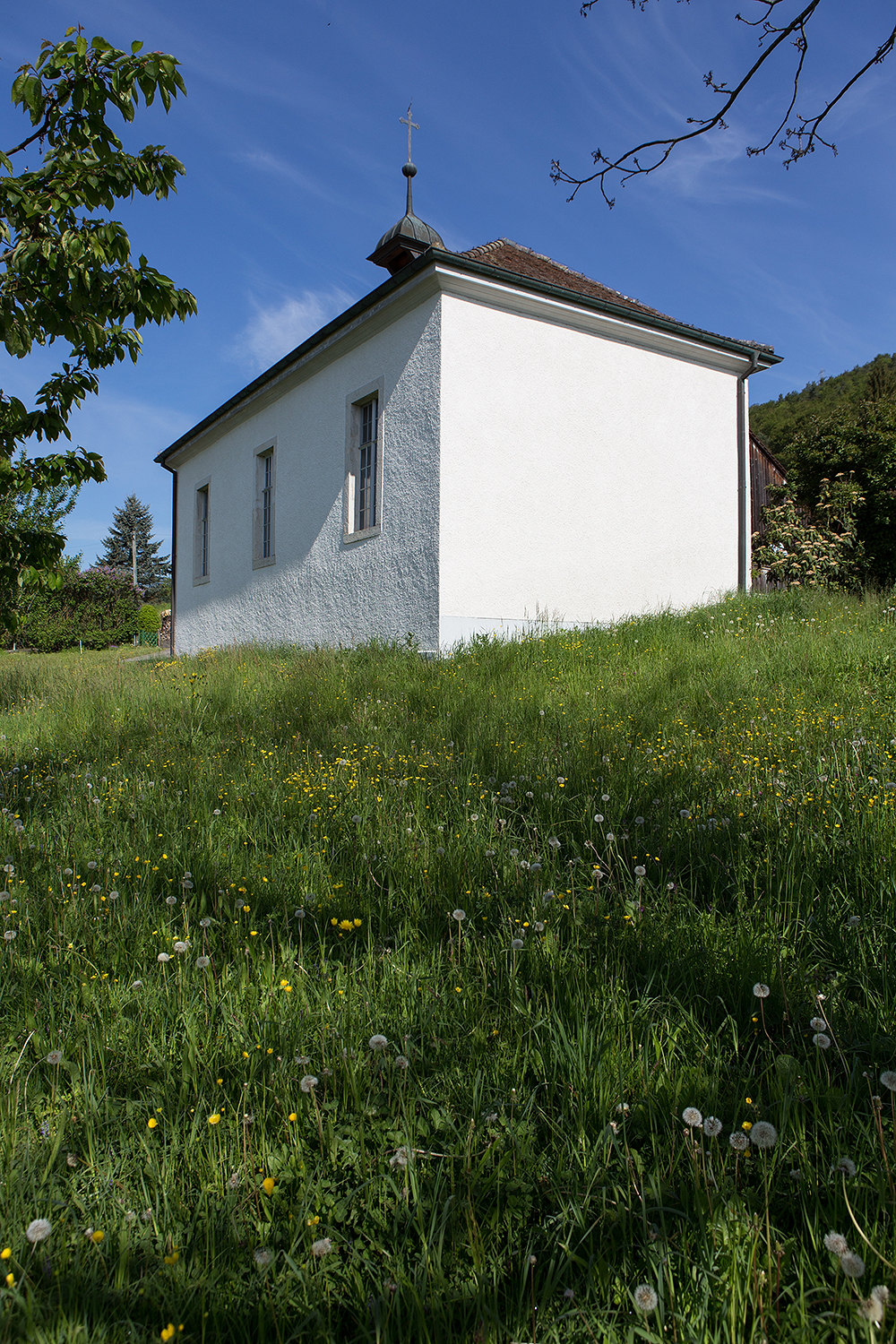
Chapelle de l’Unité